# Elīna Ieva Vītola
Elīna Ieva Vītola, född 14 maj 2000 i Sigulda, är en lettisk rodelåkare.

## Karriär
I februari 2020 vid junior-VM i Oberhof tog Vītola silver tillsammans med Gints Bērziņš, Eduards Ševics-Mikeļševics och Lūkass Krasts i lagstafetten.
Vītola tävlade för Lettland vid olympiska vinterspelen 2022 i Peking, där hon slutade på 18:e plats i damernas singel.